# Comuna de Zawichost
Zawichost (polaco: Gmina Zawichost) é uma gminy (comuna) na Polónia, na voivodia de Santa Cruz e no condado de Sandomierski. A sede do condado é a cidade de Zawichost.
De acordo com os censos de 2004, a comuna tem 4783 habitantes, com uma densidade 59,6 hab/km².

## Área
Estende-se por uma área de 80,19 km², incluindo:
- área agricola: 77%
- área florestal: 13%

## Demografia
Dados de 30 de Junho 2004:
|                      | Total   | Total | Mulheres | Mulheres | Homens  | Homens |
| -------------------- | ------- | ----- | -------- | -------- | ------- | ------ |
|                      | pessoas | %     | pessoas  | %        | pessoas | %      |
| População            | 4783    | 100   | 2397     | 50,1     | 2386    | 49,9   |
| Densidade (pop./km²) | 59,6    | 100   | 29,9     | 29,9     | 29,8    | 29,8   |

De acordo com dados de 2005, o rendimento médio per capita ascendia a 1709,26 zł.

## Comunas vizinhas
- Annopol, Dwikozy, Ożarów, Radomyśl nad Sanem